# 아마코 소베
아마코 소베(일본어: 尼子 騒兵衛, 1958년 ~ )는 일본의 만화가이다. 효고현 아마가사키시 출신. 효고현립 아마가사키 오다 고등학교, 불교대 학문 학부 사학 학과 졸업.
덴츠 근무를 거쳐 만화가가 된다. 대표작인 <낙제닌자 란타로>는 현재도 신문에 기간 한정으로 연 2회 연재중.
단행본은 65권까지 발간했다.

## 개요
- 필명인 아마코 소베는 남자 이름이지만, 여자다.
- 낙제닌자 란타로 연재의 계기는, 신문 편집부가 개그 만화를 그릴 수 있는 여성 만화가를 찾고 있을 때, 어느 만화가를 통해서 소개되었다. 그러나 당시의 소우베는 만화를 그리지 않았기 때문에, 〈란타로〉초기의 그림은 아마추어나 다름없었다. 하지만, 세월이 지날수록 그림체가 발전해서 초등학생으로부터 인기를 얻어, 1993년, NHK 교육 TV에서 닌타마 란타로로서 애니메이션화되었다. 근래에는 초등 학생뿐만 아니라, 젊은 여성 독자나 부모와 자식 2대에 걸친 팬도 증가하고 있다.